# Charles Hillman Brough

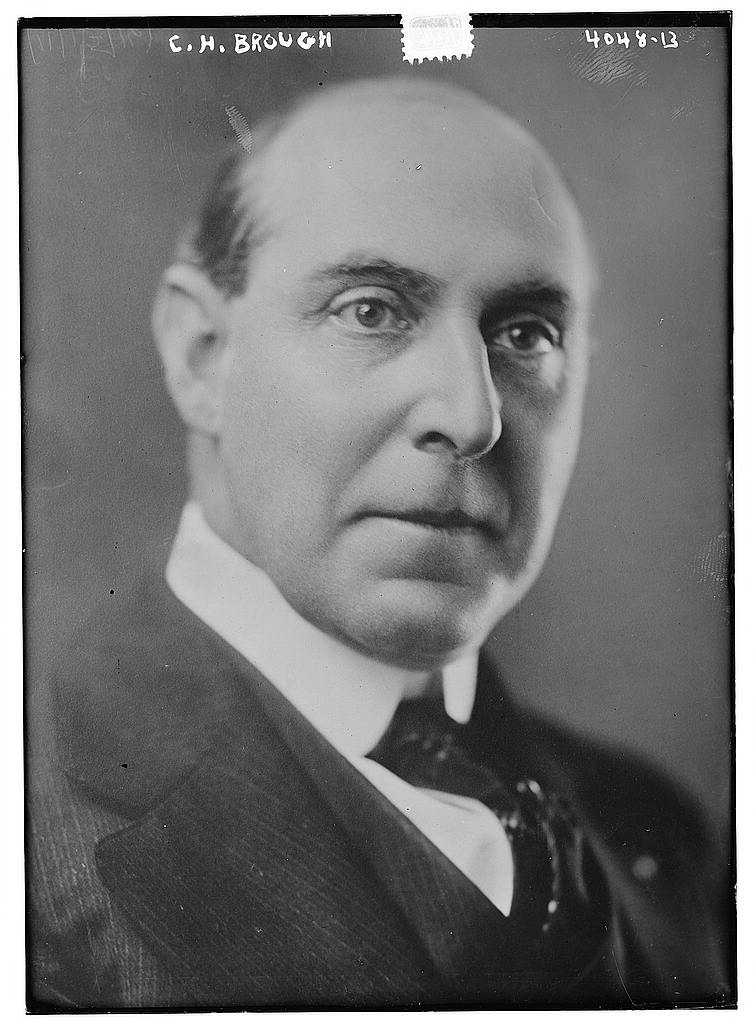
Charles Hillman Brough (1916)

Charles Hillman Brough (* 9. Juli 1876 in Clinton, Mississippi; † 26. Dezember 1935 in Washington, D.C.) war ein US-amerikanischer Politiker und zwischen 1917 und 1921 Gouverneur des Bundesstaates Arkansas.

## Frühe Jahre
Charles Brough verbrachte die ersten Lebensjahre im Utah-Territorium, wohin seine Eltern gezogen waren. Nach dem Tod seiner Mutter im Jahr 1885 kehrte er in seinen Geburtsort Clinton zurück, wo er bei einem Onkel aufwuchs. Bis 1894 besuchte er das Mississippi College. Nach einem einjährigen Aufenthalt bei seinem Vater in Utah setzte er sein Studium fort. Im Jahr 1898 absolvierte er die Johns Hopkins University. Mit einem folgenden Jurastudium an der University of Mississippi vervollständigte Brough seine Ausbildung. Anschließend begann er eine erfolgreiche Laufbahn als Lehrer. Er unterrichtete an namhaften Bildungseinrichtungen wie der University of Arkansas oder dem Mississippi College unter anderem Europäische Geschichte, Wirtschaftskunde, Ethik, Deutsch und Philosophie.

## Gouverneur von Arkansas
Brough war Mitglied der Demokratischen Partei und wurde als deren Kandidat im Jahr 1916 zum neuen Gouverneur von Arkansas gewählt. Er trat sein Amt am 10. Januar 1917 an und konnte nach seiner Wiederwahl im Jahr 1918 insgesamt vier Jahre regieren. Er förderte das Bildungswesen, indem er die finanziellen Mittel dafür erhöhte; außerdem wurde die Schulpflicht eingeführt, was aber von einigen Countys ignoriert wurde, und eine Handwerksschule für Mädchen wurde gebaut (Girls industrial School). Auch eine Kommission gegen das Analphabetentum wurde ins Leben gerufen. Frauen erhielten für die Vorwahlen das Wahlrecht; damit war Arkansas der einzige Südstaat, der das Frauenwahlrecht zumindest teilweise noch vor dem offiziellen US-Verfassungszusatz von 1919 einführte. Außerdem wurde in Arkansas eine Besserungsanstalt für Frauen eingerichtet.
Der Gouverneur war strikt gegen die damals weit verbreitete Lynchjustiz und setzte entsprechende Gesetze in Kraft. Er kümmerte sich auch um den Jugendstrafvollzug, die Gesundheitspolitik und soziale Angelegenheiten. Brough war auch ein Anhänger der Alkoholprohibition und begrüßte im Jahr 1919 den 18. Zusatzartikel zur US-Verfassung, der diese bundesweit einführte. Auf der anderen Seite war Brough aber auch ein Rassist, der wie viele andere Politiker des Südens die Afroamerikaner als untergeordnete Rasse ansah. Als es im Jahr 1919 zu einem Protest von schwarzen Farmern kam, setzte er die Nationalgarde ein. Bei Rassenunruhen in diesem Zusammenhang starben einige Afroamerikaner. Unabhängig von diesen innenpolitischen Ereignissen fiel Broughs Amtszeit in die Zeit des Ersten Weltkriegs, an dem die Vereinigten Staaten seit April 1917 teilnahmen. Brough unterstützte die Politik von Präsident Woodrow Wilson bis hin zu dessen Völkerbundplänen, was damals unter den amerikanischen Gouverneuren eine Seltenheit war. Er sorgte dafür, dass in Arkansas Soldaten rekrutiert wurden und die Produktion für die Zeit des Krieges auf Rüstungsgüter umgestellt wurde.

## Weiterer Lebenslauf
Nach dem Ablauf seiner Amtszeit als Gouverneur war Brough zwischen 1925 und 1928 Leiter des Büros für Öffentlichkeitsarbeit. 1929 wurde er Präsident des Central Baptist College in Conway und zwischen 1934 und 1935 war er Vorsitzender einer Kommission zur Regelung von Grenzangelegenheiten zwischen dem Staat Virginia und dem District of Columbia.